# Provincia di Tapacarí
La provincia di Tapacarí è una delle 16 province del dipartimento di Cochabamba, nella parte centrale della Bolivia. Il capoluogo è Tapacarí.
Secondo il censimento del 2001 possedeva una popolazione di 25.919 abitanti.

## Geografia antropica

### Suddivisioni amministrative
La provincia comprende 1 comuni:
- Tapacarí